# Loni
Loni (Hindi लोनी Lonī, Urdu: لونی، بھارت) ist eine Großstadt im Distrikt Ghaziabad des indischen Bundesstaates Uttar Pradesh.

## Geografie
Die Stadt liegt wenige Kilometer östlich vom Ufer der Yamuna und grenzt an den Nordosten der Metropole Delhi. Durch die Stadt führt der State Highway SH 57.

## Bevölkerung
Die Volkszählung im Jahr 2011 ergab eine Gesamtbevölkerung von 516.082 Einwohnern. Davon waren 275.025 (52,8 %) Männer und 241.057 (47,2 %) Personen weiblichen Geschlechts.
Die Alphabetisierungsrate in der Stadt beträgt 72,14 % (80,11 % der Männer und 63,03 % der Frauen).
107.800 Einwohner (entspricht 20,89 % der Gesamtbevölkerung) leben in Slums. In der Stadt wird Hindi und Urdu (vorwiegend von den Muslimen) gesprochen.
| Demographische Entwicklung |
| -------------------------- |
|                            |

## Demographie
Die Stadt besaß bei der Volkszählung 1991 36.561 Einwohner und bei der Volkszählung 2001 waren es 120.945 Einwohner.

## Religion
Mit 319.707 Gläubigen (61,95 %) ist der Hinduismus die häufigste Religion in der Stadt, gefolgt vom Islam, dem 190.348 (36,88 %) der Bürger nachgehen.
Dem Jainismus hängen 2386 (0,46 %) der Einwohner an. Lediglich 1184 Menschen (0,23 %) in der Stadt sind Christen.